# Гребля Бухеруфа
Гребля Бухеруфа (Boukheroufa) – гідротехнічна споруда, будівництво якої ведуть на півночі Алжиру.
Греблю зводять на уеді Бухеруфа, лівій притоці уеду Кабір-Ест, який впадає до Середземного моря за два десятка кілометрів на схід від Аннаби (останні кілька кілометрів течії після злиття з уедом Бу-Номоусса носять назву уед Мафраг). Проект продовжує серію гідротехнічних споруд, які зарегульовують стік Кабір-Ест з метою водопостачання, іригації та захисту від повеней (можливо відзначити, що в сточищі Кабір-Ест вище від впадіння Бухеруфа вже діють греблі Мекса, Бугус та розташована на туніській території Барбара). 
В межах проекту долину Бухеруфа перекриють земляною греблею із глиняним ядром висотою 87 (за іншими даними – 90,5) метрів, довжиною 883 метра та шириною по гребеню 10 метрів. Зведення цієї споруди потребує 3,47 млн м3 матеріалу. Всього проект потребує екскавації 2,2 млн м3, відсипки 4,8 млн м3 та використання 82 тисяч м3 бетону.
Водосховище утримуватиме 125 млн м3 води. Випуск води зі сховища забезпечуватиме водозабірна башта, яку підключать до тунелю завдовжки 270 метрів (на етапі будівництва зазначений тунель виконує функцію перепуску стоку).
Як показують дані геоінформаційних систем, станом на початок 2024-го гребля перебуває у високому ступені готовності.